# Al-Ghanajim
Al-Ghanajim (arab. الغنايم) – miasto w Egipcie, w muhafazie Asjut. W 2006 roku liczyło 48 144 mieszkańców.